# Hummelgau

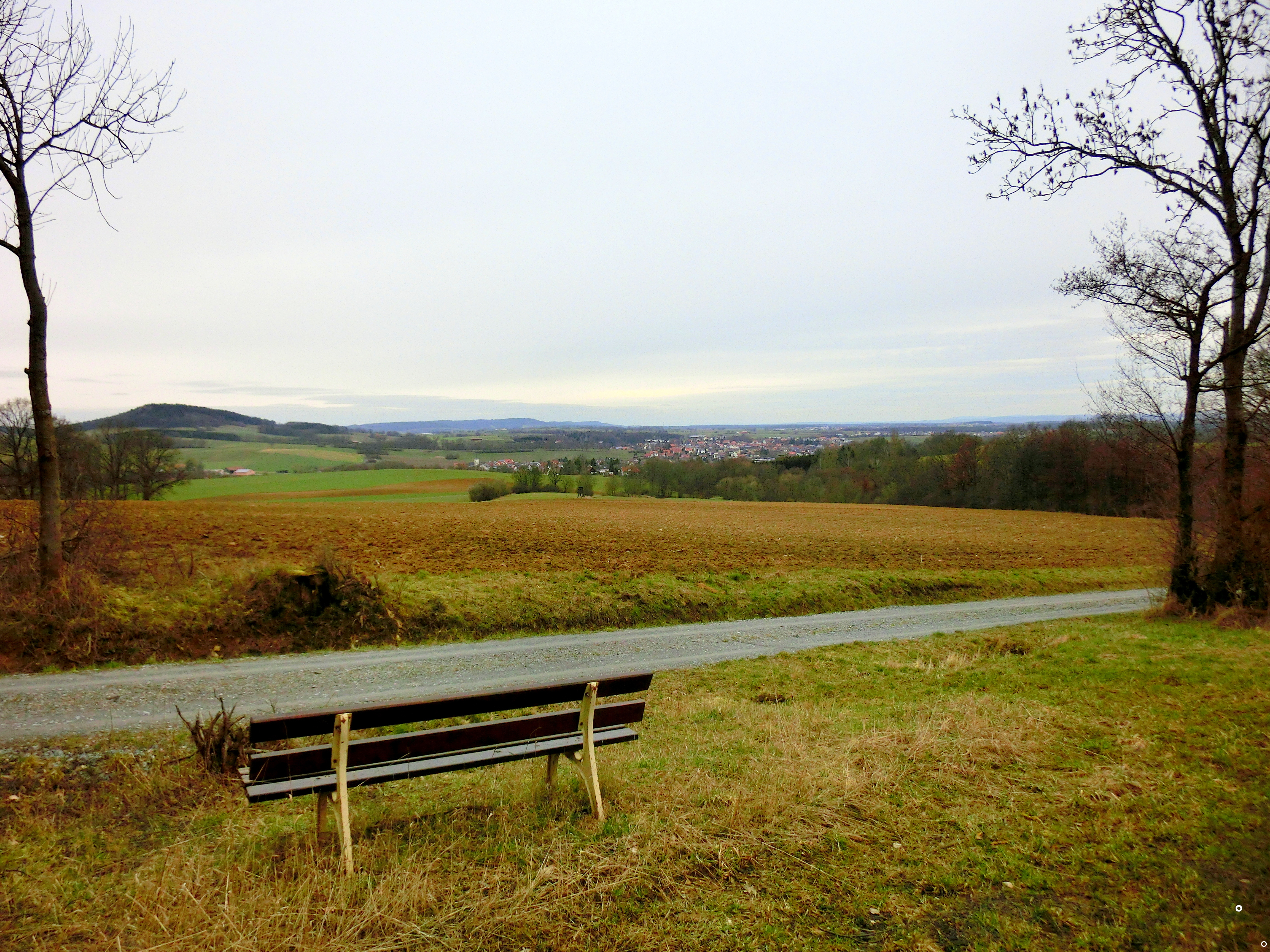
Blick vom Eichenreuther Berg nach Norden in den Hummelgau

Der Hummelgau ist eine Hügellandschaft im Landkreis Bayreuth südwestlich der Stadt Bayreuth in Oberfranken am Übergang zwischen Tal des Roten Mains und der nördlichen Fränkischen Schweiz. Die Gegend ist stark landwirtschaftlich geprägt und umfasst mehrere Gemeinden: Mistelgau, Hummeltal, Gesees, Glashütten und Mistelbach. An die speziellen Traditionen der Gegend erinnert die Hummelstube in Hummeltal.

## Name
Die Herkunft des Namens ist nicht eindeutig geklärt. Einer Theorie nach wird er vom Hundertschaftsgericht oder Centgericht abgeleitet – vermutlich eine räumliche Einheit, die einen Gerichtsbezirk bildete. Im Geseeser Gemeindewappen ist der „Hummelhut“ abgebildet, der an die Funktion der Hummelbauern als Schöffen erinnert.

## Verkehr

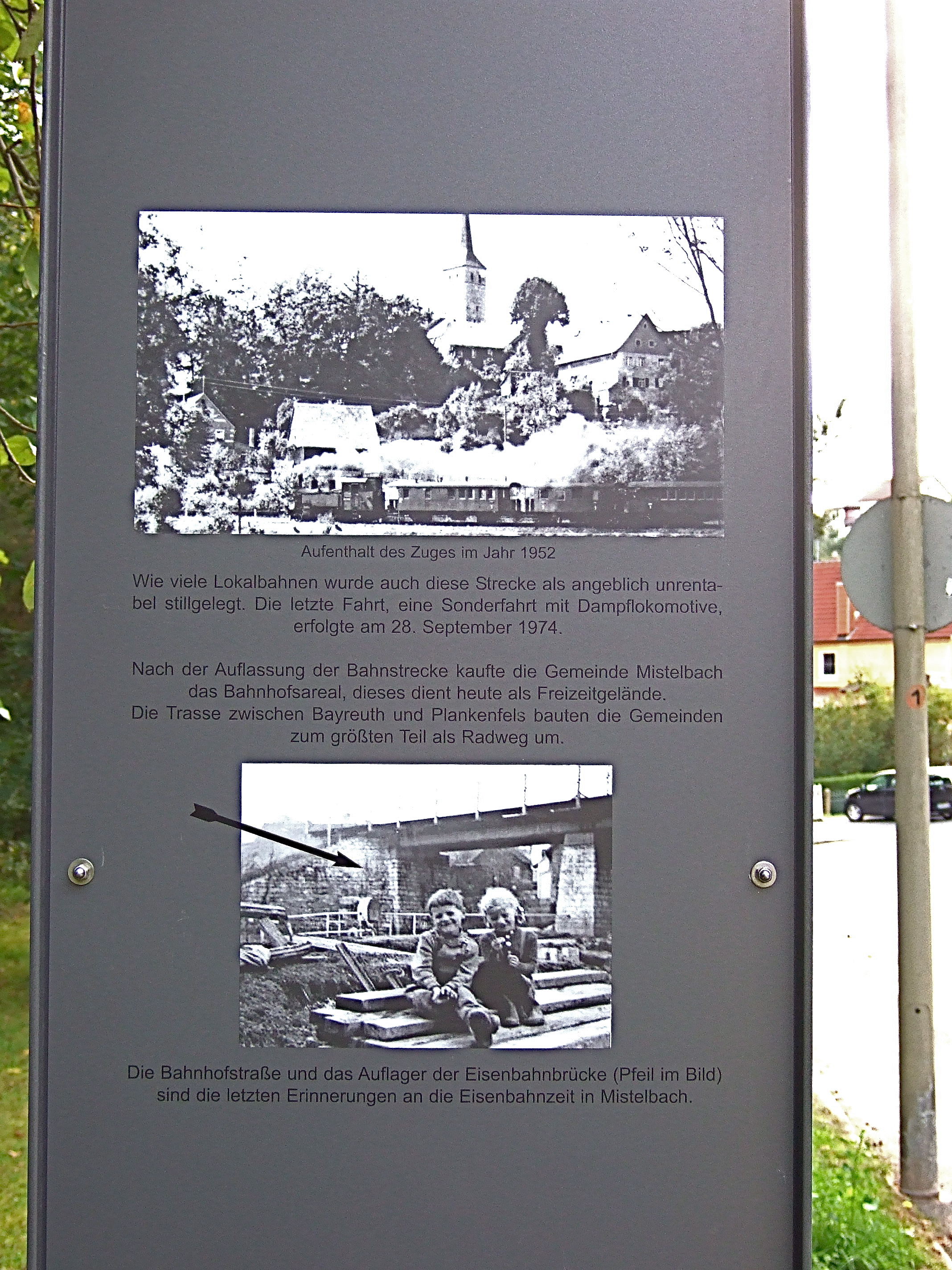
Infostele zur Bahn am ehemaligen Bahnhof Mistelbach

Der Hummelgau wird von den Staatsstraßen St 2163 und St 2185 sowie mehreren Kreisstraßen erschlossen. Die nächste Autobahn-Anschlussstellen sind Bayreuth-Süd und Trockau an der Bundesautobahn 9.
Am 12. März 1904 wurde der Hummelgau an das Netz der Königlich Bayerischen Staatseisenbahnen angeschlossen. Die Bahnstrecke Bayreuth–Hollfeld erhielt Bahnhöfe in Mistelbach, Mistelgau und Obernsees sowie Haltestellen mit Ladegleis in Pittersdorf und Frankenhaag. Am 28. September 1975 wurde die Strecke stillgelegt.
Im Rahmen des Verkehrskonzepts „30-Minuten-Takt Hummelgau“ sind Mistelbach, Mistelgau, Gesees, Hummeltal und Glashütten seit dem 1. September 2022 werktags halbstündlich, an den Wochenenden im Stundentakt durch Regionalbusse mit Bayreuth verbunden.